# Ттакчи
Ттакчи (кор. 딱지), также Ддакджи или Ттакджи — традиционная южнокорейская игра, аналог популярной в 90-е годы игры сотки.
Цель игры заключается в том, чтобы ударом своей ттакчи перевернуть аналогичную фигуру соперника.

Складывание ттакчи из квадратного листа бумаги либо картона.

## В культуре
Игра ттакчи встречается в ряде южнокорейских сериалов:
- В телешоу «Running Man» в некоторых сериях фигурируют задания, связанные с игрой в ттакчи[1][2].
- В сериале «Игра в кальмара» игра ттакчи фигурирует в первом и заключительном эпизодах первого сезона[3]. А также в первой, четвёртой, пятой сериях второго сезона и финальной серии третьего сезона.